# José Luís Fernandes Vilela
José Luís Fernandes Vilela (Porto, 1875 - Porto, 1957) foi um nobre português. Desde muito novo dedicou-se aos negócios, tendo formado diversas industrias de cortumes. Veio a formar grande fortuna, tendo-se dedicado na fase final da sua vida ao mecenato mediante a oferta de avultadas somas de dinheiro a diversas instituições culturais e de caridade. 
Casou em 1902 com Maria da Piedade Carneiro, não tendo tido geração.
Veio a receber do Rei D. Carlos I de Portugal dois títulos nobiliárquicos no mesmo ano. Primeiro o de Visconde de Vilela em 1907 e depois o de Conde de Vilela em 18 de Abril de 1907. 
Referências
- Conselho de Nobreza, Boletim Oficial, várias edições.
- Anuário da Nobreza de Portugal, edição de 1985.